# Paramunna capensis
Paramunna capensis är en kräftdjursart som beskrevs av Vanhoeffen 1914. Paramunna capensis ingår i släktet Paramunna och familjen Paramunnidae. Inga underarter finns listade i Catalogue of Life.